# Kim Seon-hyeong
Kim Seon-hyeong (김선형?; Incheon, 1º luglio 1988) è un cestista sudcoreano.

## Carriera
Con la Corea del Sud ha disputato due edizioni dei Campionati mondiali (2014, 2019). e due dei Campionati asiatici (2013, 2017).